# Симметрия (биология)

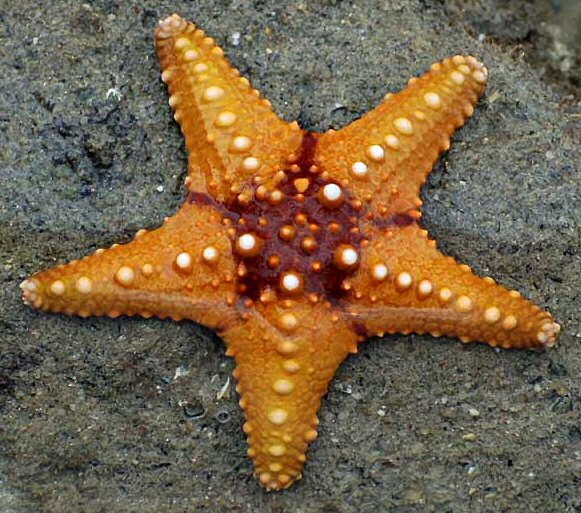
Морская звезда (пятилучевая симметрия)

Симметрия (др.-греч. συμμετρια — «соразмерность») в биологии — закономерное расположение подобных (одинаковых) частей тела или форм живого организма, совокупности живых организмов относительно центра или оси симметрии.
Асимметрия — (греч. α- — «без» и «симметрия») — отсутствие симметрии. Иногда этот термин используется для описания организмов, лишённых симметрии первично, в противоположность диссимметрии — вторичной утрате симметрии или отдельных её элементов.
Понятия симметрии и асимметрии альтернативны. Чем более симметричен организм, тем менее он асимметричен, и наоборот. Строение тела многих многоклеточных организмов отражает определённые формы симметрии, радиальную или билатеральную. Небольшое количество организмов полностью асимметричны. При этом следует различать изменчивость формы (например, у амёбы) от отсутствия симметрии. В природе и, в частности, в живой природе симметрия не абсолютна и всегда содержит некоторую степень асимметрии. Например, симметричные листья растений при сложении пополам в точности не совпадают.

## Элементы симметрии
Среди элементов симметрии различают следующие:
- плоскость симметрии — плоскость, делящая объект на две равные (зеркально симметричные) половины;
- ось симметрии — прямая линия, при повороте вокруг которой на некоторый угол, меньший 360о, объект совпадает сам с собой;
- центр симметрии — точка, делящая пополам все прямые линии, соединяющие подобные точки объекта.

Обычно через центр симметрии проходят оси симметрии, а через ось симметрии — плоскости симметрии. Однако существуют тела и фигуры, у которых при наличии центра симметрии нет ни осей, ни плоскостей симметрии, а при наличии оси симметрии отсутствуют плоскости симметрии (см. ниже).
Кроме этих геометрических элементов симметрии, различают биологические:
- антимеры — симметрично повторяющиеся вокруг главной оси монаксонно гетерополярных (см. ниже) форм участки тела[1];
- радиус — плоскость симметрии антимер;
- интеррадиус — плоскость, проходящая между соседними антимерами;
- метамеры — повторяющиеся участки, расположенные вдоль продольной (обычно передне-задней) оси тела организма.

## Типы симметрий
У биологических объектов встречаются следующие типы симметрии:
- сферическая симметрия — симметричность относительно вращений в трёхмерном пространстве на произвольные углы.
- аксиальная симметрия (радиальная симметрия, симметрия вращения неопределённого порядка) — симметричность относительно поворотов на произвольный угол вокруг какой-либо оси.
  - симметрия вращения n-го порядка — симметричность относительно поворотов на угол 360°/n вокруг какой-либо оси.
- двусторонняя (билатеральная) симметрия — симметричность относительно плоскости симметрии (симметрия зеркального отражения).
- трансляционная симметрия — симметричность относительно сдвигов пространства в каком-либо направлении на некоторое расстояние (её частный случай у животных — метамерия (биология)).
- триаксиальная асимметрия — отсутствие симметрии по всем трём пространственным осям.

### Классификация типов симметрии цветков растений
| Тип симметрии                                           | Плоскости симметрии                   | Синонимы                                              | Примеры |
| ------------------------------------------------------- | ------------------------------------- | ----------------------------------------------------- | --- |
| Древняя асимметрия или гапломорфия                      | Нет                                   | Актиноморфия, радиальная, регулярная                  | Магнолия (Magnoliaceae), Нимфея (Nymphaceae) |
| Актиноморфия или радиальная симметрия                   | Обычно больше двух (полисимметричные) | Регулярная, плеоморфия, стереоморфия, мультисимметрия | Примула (Primulaceae), Нарцисс (Amaryllidaceae), Pyrola (Ericaceae)                                                                                |
| Дисимметрия                                             | Две (дисимметричные)                  | Билатеральная симметрия                               | Dicentra (Fumariaceae) |
| Зигоморфия                                              | Одна (моносимметричные)               | Билатеральная, нерегулярная, медиальная зигоморфия    | |
| - медиальная зигоморфия или билатеральная симметрия     |                                       |                                                       | Salvia (Lamiaceae), Орхидея (Orchidaceae), Scrophularia (Scrophulariaceae)                                                                         |
| - трансверс (верх-низ) зигоморфия                       |                                       |                                                       | Fumaria и Corydalis (Fumariaceae) |
| - диагональная зигоморфия                               |                                       | Облигатная зигоморфия                                 | Aesculus (Hippocastanaceae) находят у Malpighiaceae, Sapindaceae                                                                                   |
| Приобретённая асимметрия                                | Нет                                   | Нерегулярная, асимметрия                              | |
| - новая асимметрия                                      |                                       | Нерегулярная, асимметрия                              | Centranthus (Valerianaceae), находят у Cannaceae, Fabaceae, Marantaceae, Zingiberaceae                                                             |
| - энантиоморфия - моно-энантиоморфия - ди-энантиоморфия |                                       | Энантиостилия, неравнолатеральная                     | Cassia (Caeasalpinaceae), Cyanella (Tecophilaeceae), Monochoria (Pontederiaceae), Solanum (Solanaceae), Barberetta и Wachendorffia (Haemodoraceae) |

### Радиальная симметрия
Радиальная симметрия, или лучевая симметрия — форма симметрии, при которой тело (или фигура) совпадает само с собой при вращении объекта вокруг определённой точки или прямой. Часто эта точка совпадает с центром симметрии объекта, то есть той точкой, в которой пересекается бесконечное количество осей или плоскостей двусторонней симметрии. Радиальной симметрией обладают такие геометрические объекты, как круг, шар, цилиндр или конус.

### Билатеральная симметрия
Билатера́льная симме́трия (двусторонняя симметрия) — симметрия зеркального отражения, при которой объект имеет одну плоскость симметрии, относительно которой две его половины зеркально симметричны. Если на плоскость симметрии опустить перпендикуляр из точки A и затем из точки О на плоскости симметрии продолжить его на длину AО, то он попадёт в точку A1, во всём подобную точке A. Ось симметрии у билатерально симметричных объектов отсутствует. У животных билатеральная симметрия проявляется в схожести или почти полной идентичности левой и правой половин тела. При этом всегда существуют случайные отклонения от симметрии (например, различия в папиллярных линиях, ветвлении сосудов и расположении родинок на правой и левой руках человека). Часто существуют небольшие, но закономерные различия во внешнем строении (например, более развитая мускулатура правой руки у праворуких людей) и более существенные различия между правой и левой половиной тела в расположении внутренних органов. Например, сердце у млекопитающих обычно размещено несимметрично, со смещением влево.
У животных появление билатеральной симметрии в эволюции связано с ползанием по субстрату (по дну водоема), в связи с чем появляются спинная и брюшная, а также правая и левая половины тела. В целом среди животных билатеральная симметрия более выражена у активно подвижных форм, чем у сидячих. Билатеральная симметрия свойственна всем достаточно высокоорганизованным животным, кроме иглокожих. В других царствах живых организмов билатеральная симметрия свойственна меньшему числу форм. Среди протистов она характерна для дипломонад (например, лямблий), некоторых форм трипаносом, бодонид, раковинок многих фораминифер. У растений билатеральную симметрию имеет обычно не весь организм, а его отдельные части — листья или цветки. Билатерально симметричные цветки ботаники называют зигоморфными.

## Эволюция симметрии
Признаки симметрии определяются внешней средой. Полностью изотропной экологической нише соответствует максимальная степень симметрии организмов. Первые организмы на Земле, плавающие в толще воды одноклеточные, возможно, имели максимально возможную симметрию — шаровую, они появились примерно 3.5 млрд лет назад.

### Эволюция симметрии у животных и протистов

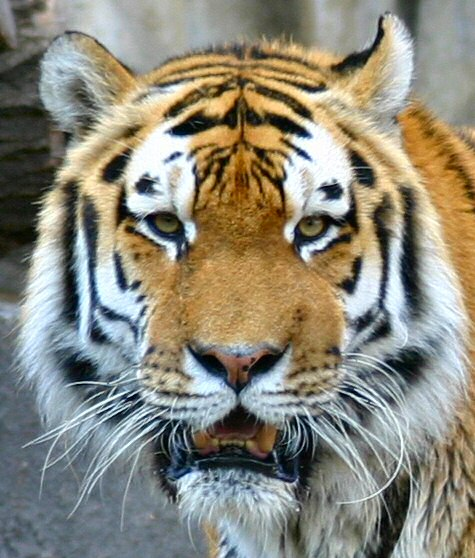
Высшие животные — пример билатеральной симметрии

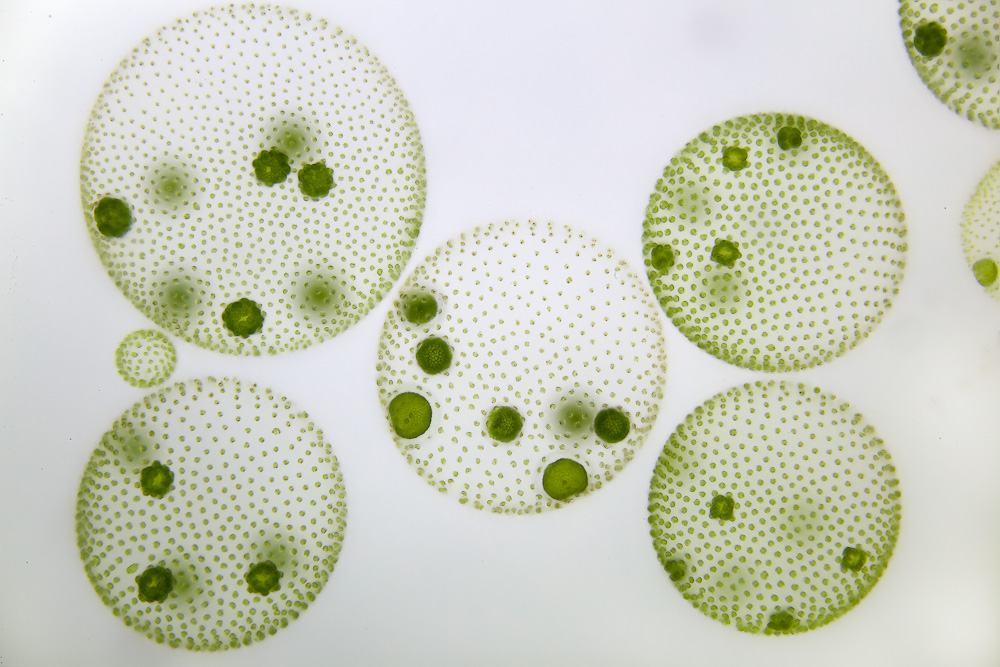
Вольвокс — пример сферической симметрии

Асимметризация у животных по оси «верх-низ» происходила под действием поля гравитации. Это привело к появлению брюшной (нижней) и спинной (верхней) стороны у подавляющего большинства подвижных животных (как с радиальной, так и билатеральной симметрией). У некоторых радиальносимметричных сидячих животных нет спинной и брюшной стороны, нижней стороне тела обычно соответствует аборальный полюс, верхней — оральный (ротовой).
Асимметризация по передне-задней оси происходила при взаимодействии с пространственным полем, когда понадобилось быстрое движение (спастись от хищника, догнать жертву). В результате в передней части тела оказались главные рецепторы и мозг.
Билатерально симметричные многоклеточные животные господствуют последние 600—535 млн лет. Они стали окончательно преобладающими в фауне Земли после «кембрийского взрыва». До этого, среди представителей вендской фауны, преобладали радиальносимметричные формы и своеобразные животные, обладавшие «симметрией скользящего отражения», например, чарния.
Среди современных животных первично радиальной симметрией, по-видимому, обладают только губки и гребневики; хотя стрекающие и относятся к радиальносимметричным животным, симметрия у коралловых полипов обычно билатеральная. По современным молекулярным данным, симметрия у стрекающих, вероятно, исходно была билатеральной, а радиальная симметрия, свойственная медузозоям, вторична.
В. Н. Беклемишев в своём классическом труде дал подробный анализ элементов симметрии и подробную классификацию типов симметрии протистов. Среди форм тела, свойственных этим организмам, он различал следующие:
- анаксонная — например, у амёб (полная асимметрия);
- сферическая (шаровая симметрия, имеется центр симметрии, в котором пересекается бесконечное число осей симметрии бесконечно большого порядка) — например, у многих спор или цист;
- неопределенно полиаксонная (есть центр симметрии и конечное, но неопределённое число осей и плоскостей) — многие солнечники;
- правильная полиаксонная (строго определённое число осей симметрии определённого порядка) — многие радиолярии;
- ставраксонная (монаксонная) гомополярная (есть одна ось симметрии с равноценными полюсами, то есть пересекаемая в центре плоскостью симметрии, в которой лежат не менее двух дополнительных осей симметрии) — некоторые радиолярии;
- монаксонная гетерополярная (есть одна ось симметрии с двумя неравноценными полюсами, центр симметрии исчезает) — многие радиолярии и жгутиковые, раковинные корненожки, грегарины, примитивные инфузории;
- билатеральная — дипломонады, бодониды, фораминиферы.

Эти формы симметрии перечислены в том порядке, в котором Беклемишев выстроил их в морфологический ряд. Считая полностью асимметричную амёбу более примитивным существом, чем одноклеточные организмы с шаровой симметрией (радиолярии, вольвоксовые), он поместил её в начало ряда. Билатерально симметричные организмы являются конечным звеном этого морфологического ряда, который, конечно, не является эволюционным (Беклемишев подчёркивает, что билатеральная симметрия может возникать независимо самыми разными путями).
Другой морфологический ряд, рассмотренный в той же работе — ряд форм с вращательной симметрией (это такой тип симметрии, при которой имеется только ось симметрии и отсутствуют плоскости симметрии).
Анализируя связь симметрии со средой обитания, Беклемишев связывает полиаксонную форму тела с однородностью среды, монаксонно гетерополярную — с прикреплением к субстрату, вращательную (винтовую) — со способом передвижения многих протистов («ввинчивание» в воду). Билатеральная симметрия многоклеточных животных, по Беклемишеву, возникла в связи с ползанием по дну.